# Gauliga Dantzig-Prusse occidentale
Pour un article plus général, voir Gauliga.
La Gauliga Dantzig-Prusse occidentale (en allemand : Danzig-Westpreußen) fut une ligue de football (de Division 1) imposée par le NSRL en 1933.
Après le déclenchement de la Seconde Guerre mondiale, et leur victoire rapide contre la Pologne, les Nazis annexèrent certains territoires polonais au IIIe Reich. Administrativement, le Gau de Dantzig-Prusse occidentale remplaça l’ancienne province prussienne de Prusse occidentale auquel fut jointe la Ville Libre de Dantzig (de nos jours, Gdańsk en Pologne) et le territoire polonais de Voïvodie de Poméranie qui l’entourait
Cette Gauliga fut démantelée en 1945.

## Généralités
Cette Gauliga Dantzig-Prusse occidentale fut créée en 1940 et couvrit la zone de la Gau du même nom.
Cette ligue accueillit les clubs de la ville de Dantzig qui jouaient dans la Gauliga Prusse orientale depuis 1933. Les clubs de l’ancienne Voïvodie de Poméranie polonaise y jouèrent aussi mais, bien évidemment les clubs allemands car les cercles polonais y furent interdits par les Nazis.
Initialement, il n’y eut donc que les équipes de la région de Dantzig et de celle d’Elbing (de nos jours Elbląg en Pologne). À partir de 1942 des clubs de Prusse occidentale des environs de Thorn (de nos jours, Toruń en Pologne) et de Bromberg (de nos jours, Bydgoszcz en Pologne) entrèrent dans la Gauliga Dantzig-Prusse occidentale.
La Gauliga Dantzig-Prusse occidentale fut créée par six clubs qui s’affrontèrent en matches aller/retour. Le champion participa à la phase finale du championnat national. En vue de la saison 1941-1942, la ligue passa à dix formations, dont les deux derniers classés furent relégués. La saison suivante, la compétition se déroula avec neuf équipes.
En 1943-1944, la ligue retrouva dix clubs. En raison de l’évolution de la guerre, la saison 1944-1945 de la Gauliga Dantzig-Prusse occidentale ne démarra jamais.

## Après la reddition de l'Allemagne nazie
À la fin du conflit, tous les territoires de cette Gauliga devinrent polonais. La population allemande en fut totalement expulsée. Tous les clubs de football allemands furent dissous.

## Clubs fondateurs de la Gauliga Dantzig-Prusse occidentale
Ci-dessous, les 6 clubs qui créèrent ette ligue et leur résultats dans la Gauliga Prusse orientale, lors de la saison 1939-1940:
- SC Preußen Danzig, 2e de la Gauliga Prusse orientale
- VfR Hansa Elbing, ne joua pas en Gauliga précédemment
- SV 19 Neufahrwasser, 5e de la Gauliga Prusse orientale
- SC Viktoria Elbing, ne joua pas en Gauliga précédemment
- BuEV Danzig, 3e de la Gauliga Prusse orientale
- Polizei SV Danzig, ne joua pas en Gauliga précédemment

## Champions et Vice-champions de la Gauliga Dantzig-Prusse occidentale
| Saisons | Champions            | Vice-champions       |
| 1940-41 | Preußen Danzig       | VfR Hansa Elbing     |
| 1941-42 | HUS Marienwerder     | SV 19 Neufahrwasser  |
| 1942-43 | SV 19 Neufahrwasser  | Luftwaffen-SV Danzig |
| 1943-44 | Luftwaffen-SV Danzig | Post Gotenhafen      |

## Classements dans la Gauliga Dantzig-Prusse occidentale de 1940 à 1944
| Club                  | 1941 | 1942 | 1943 | 1944 |
| --------------------- | ---- | ---- | ---- | ---- |
| SC Preußen Danzig     | 1    | 7    | 3    | 8    |
| Hansa Elbing          | 2    | 10   |      |      |
| SV Neufahrwasser 1919 | 3    | 2    | 1    | 3    |
| Viktoria Elbing       | 4    | 4    | 7    | 5    |
| BuEV Danzig           | 5    | 3    | 6    | 4    |
| Polizei SV Danzig 1   | 6    | 8    |      |      |
| HUS Marienwerder 1    |      | 1    |      |      |
| Post SV Danzig        |      | 5    | 8    | 9    |
| Wacker Danzig         |      | 6    | 9    |      |
| SV 05 Elbing          |      | 9    |      |      |
| Luftwaffen-SV Danzig  |      |      | 2    | 1    |
| SV Thorn              |      |      | 4    | 6    |
| SG Bromberg           |      |      | 5    | 7    |
| Post Gotenhafen       |      |      |      | 2    |
| Danziger SC           |      |      |      | 10   |
|                       |      |      |      |      |

Source:« Gauliga Danzig-Westpreußen », Das deutsche Fussball-Archiv (consulté le 23 avril 2009)
- 1 Polizei-SV Danzig et HUS Marienwerder commencèrent la saison 1942-1943, mais déclarèrent forfait à mi-parcours.

## Sources et liens externes
- The Gauligas Das Deutsche Fussball Archiv
- Championnat allemands 1902-1945 at RSSSF.com
- Where's My Country? Article en Anglais sur les mouvements transfrontaliers de clubs de football, at RSSSF.com
- Die deutschen Gauligen 1933-45 - Heft 1-3 (de) Classements des Gauligen 1933-45, publisher: DSFS